# Графовая вероятностная модель
Графовая вероятностная модель — это вероятностная модель, в которой в виде графа представлены зависимости между случайными величинами. Вершины графа соответствуют случайным переменным, а рёбра — непосредственным вероятностным взаимосвязям между случайными величинами.
Графические модели широко используются в теории вероятностей, статистике (особенно в байесовской статистике), а также в машинном обучении.

## Виды графовых моделей

### Байесовская сеть
Байесовская сеть представляет случай графической модели с ориентированным ациклическим графом, при этом ориентированные рёбра кодируют отношения вероятностной зависимости между переменными.
По байесовской сети легко записывается совместное распределение переменных: если события (случайные величины) обозначаются как
{\displaystyle X_{1},\ldots ,X_{n}}
тогда совместное распределение удовлетворяет уравнению
{\displaystyle P[X_{1},\ldots ,X_{n}]=\prod _{i=1}^{n}P[X_{i}|pa_{i}]}
где {\displaystyle pa_{i}} множество вершин-предков вершины {\displaystyle X_{i}}. Другими словами, совместное распределение представляется в виде произведения условных атомарных распределений, которые обычно известны. Любые две вершины, не соединённые ребром, условно независимы, если известно значение их предков. В общем, любые два набора вершин условно независимы при заданных значениях третьего множества вершин, если в графе выполняется условие d-разделимости. Локальная и глобальная независимость эквивалентны в байесовской сети
Важный частный случай байесовской сети — скрытая марковская модель

### Марковские случайные поля
Марковские случайные поля задаются неориентированным графом. В отличие от байесовских сетей, они могут содержать циклы.
С помощью марковских случайных полей, можно удобно представлять изображения, используя сеточную структуру, что позволяет решать, например, задачу фильтрации шума на изображении.

### Другие виды графовых моделей
- фактор-граф — неориентированный двудольный граф, в котором рёбрами соединены факторы и случайные переменные. Каждый фактор представляет вероятностное распределения для всех переменных, которые он связывает. Графы переводят в форму фактор-графа, например, для возможности использования алгоритма распространения доверия.
- цепной граф — это граф, который может содержать как направленные, так и ненаправленные рёбра, но без ориентированных циклов (то есть если мы начнём движение в какой-то вершине и будем двигаться по графу только по ориентированным рёбрам, то мы не сможем вернуться в ту вершину, из которой мы начали путь). И ориентированные и неориентированные графы являются частным случаем цепных графов, которые могут служить обобщением байесовских и марковских сетей
- условное случайное поле — дискриминативная модель, заданная на неориентированном графе

## Приложения
Графовые модели используются в задачах извлечения информации, распознавания речи, компьютерного зрения, декодирования кодов с малой плотностью проверок на чётность, обнаружения генов и диагностики болезней.